# خانه ملک آمل
خانه ملک آمل مربوط به دوره قاجار است و در شهرستان آمل، خیابان مهدیه، کوچه ملک‌زاده، خیابان آیت الله جوادی آملی واقع شده و این اثر در تاریخ ۲۲ دی ۱۳۹۹ با شمارهٔ ثبت ۳۳۱۸۸ به‌عنوان یکی از آثار ملی ایران به ثبت رسیده‌است.